# Pseudosimnia sphoni
Pseudosimnia sphoni är en snäckart som beskrevs av Ten Cate 1973. Pseudosimnia sphoni ingår i släktet Pseudosimnia och familjen Ovulidae. Inga underarter finns listade i Catalogue of Life.